# Artibonite

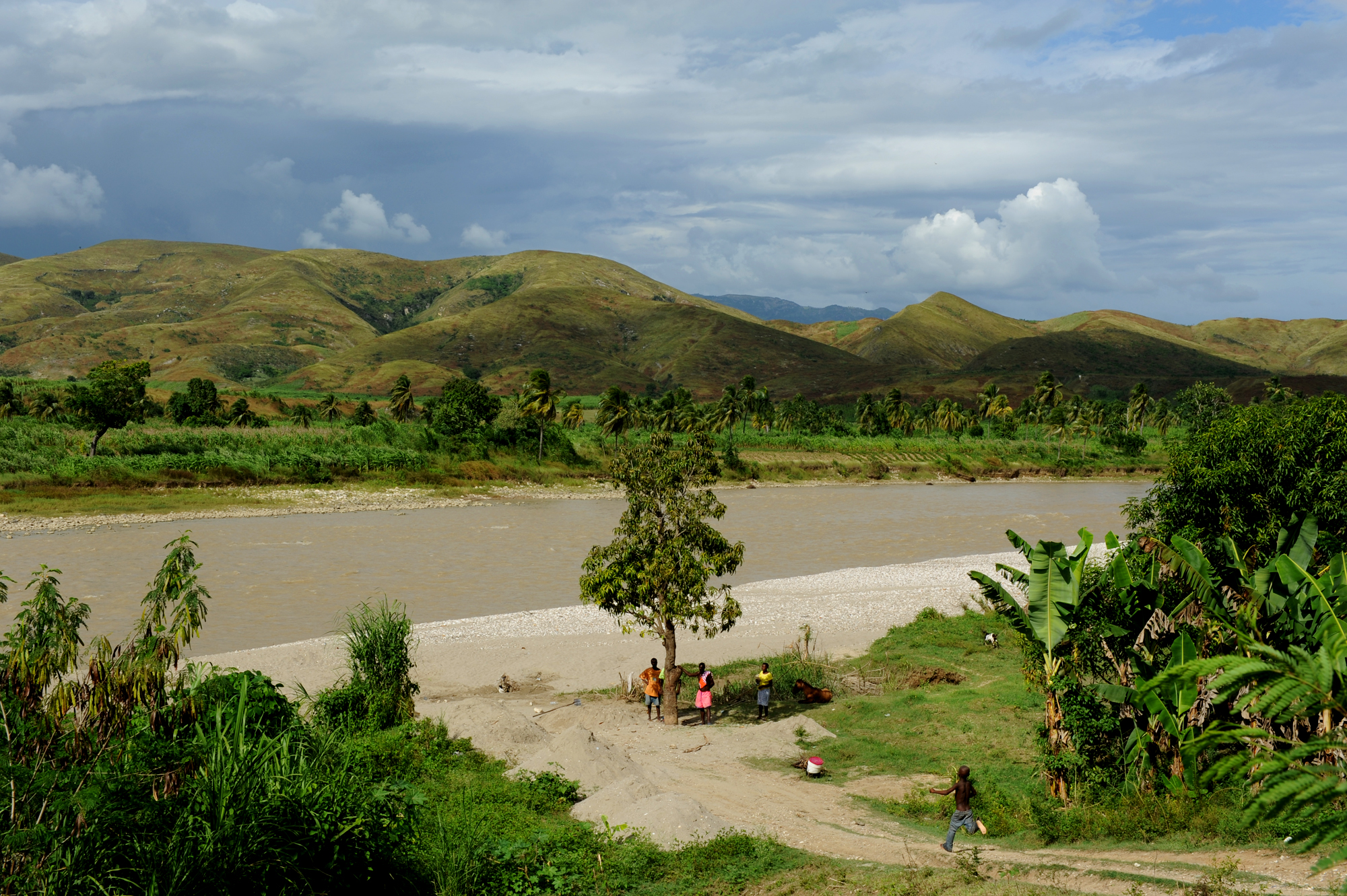

Artibonite neboli Artibonito je nejdelší řeka ostrova Hispaniola. Je dlouhá 320 km a její povodí má rozlohu 9 500 km². Pramení v nadmořské výšce okolo tisíc metrů v pohoří Cordillera Central na území Dominikánské republiky, teče k jihozápadu a tvoří část státní hranice mezi Haiti a Dominikánskou republikou. Na haitském území na ní byla v roce 1956 postavena přehrada Péligre, sloužící k zavlažování i výrobě elektrické energie, pak se tok řeky stáčí k severozápadu a vlévá se do Gonâvského zálivu nedaleko městečka Grande-Saline. Hlavními přítoky jsou Boucan Carré, Fer à Cheval, Guayamouc a Macassia. Podle řeky je pojmenován stejnojmenný departement, který v roce 2004 krátkodobě vyhlásil nezávislost na Haiti.